# Terra Battle
Terra Battle est un jeu vidéo sur appareil mobile développé et édité par Mistwalker. Il est disponible en téléchargement sur iOS et Android depuis le 9 octobre 2014. Il a pour suite Terra Battle 2.

## Système de jeu
Le jeu est une sorte de Tactical-RPG. Le joueur se constitue une équipe de 6 héros pour venir à bout des différents niveaux répartis en mondes et divisés en plusieurs vagues d'ennemis. Les niveaux consistent en une grille où les alliés et les ennemis sont représentés par des carrés avec un artwork. À chaque tour, le joueur peut déplacer un de ses six personnages pour venir le placer à côté d'un ennemi, le but étant d'enserrer un ou plusieurs ennemis entre deux alliés sur une même ligne ou colonne pour déclencher une attaque. Les mouvements sont limités par une jauge qui se vide en quelques secondes quand je joueur appuie et fait glisser le héros qu'il veut déplacer, ainsi que par des obstacles qui peuvent entraver les mouvements ou blesser les héros. Chaque ennemi a un compteur de tours, et attaque quand celui-ci atteint zéro. Les mondes sont ponctués de niveaux abritant un boss. 
Le modèle économique est de type freemium comme le jeu Candy Crush : commencer un niveau requiert d'entamer une jauge d'énergie qui se remplit avec le temps, le but étant de faire payer le joueur pour obtenir de l'énergie supplémentaire et prolonger sa partie...

## Développement
Le jeu est développé et édité par Mistwalker, le studio du créateur de Final Fantasy Hironobu Sakaguchi. Le scénario du jeu est écrit par Yasumi Matsuno ; les personnages sont créés par Hideo Minaba, Nakaba Suzuki, Hitoshi Yoneda, Manabu Kusunoki, Kimihiko Fujisaka, Naoto Ohshima, Ami Shibata et Yoshitaka Amano ; et la musique est composée par Nobuo Uematsu, Kenji Ito et Yoko Shimomura.
Le jeu est annoncé officiellement en juillet 2014 par Hironobu Sakaguchi lors de Japan Expo. Il est commercialisé le 9 octobre 2014 sur iOS et Android. Plus le nombre de téléchargement du jeu est élevé, plus le jeu bénéficie de nouveau contenu par palier de 100 000 téléchargements : pour 100 000 téléchargements, de nouvelles musiques de Nobuo Uematsu sont ajoutées, tandis que pour deux millions de téléchargement le studio développe une version console du jeu,. Un mode coopératif est ajouté au jeu après le dépassement de 1,5 million de téléchargements.

## Accueil
Le site Jeuxvideo.com donne au jeu la note de 18 / 20, mettant en avant une « profondeur de gameplay digne d'un jeu de rôle » et qualifiant le jeu de « l'un des jeux de l'année, pas seulement sur mobiles, mais pour tout fan de jeux vidéo ».
Le jeu dépasse les 500 000 téléchargements en une semaine de commercialisation, 1 million fin octobre 2014 et 1,5 million en janvier 2015.